# Jamal Khader
Jamal Khader Daibes (Zababdeh, 3 juli 1964) is een Palestijns christelijk theoloog en hoogleraar, rooms-katholiek priester, medewerker van het Latijns  patriarchaat van Jeruzalem en vredesactivist. Daibes is in 1964 geboren in het Palestijnse dorp Zababdeh in het noordelijke deel van de Westelijke Jordaanoever en werd door Michel Sabbah in 1988 tot priester gewijd. Hij is een van de initiatiefnemers van het Kairosdocument van Palestijnse christenen uit 2009. Hij is sinds 11 maart 2022 door paus Franciscus benoemd tot hulpbisschop in het Latijns patriarchaat van Jeruzalem.

## Loopbaan
Sinds 2003 bekleedt Khader als hoogleraar aan de Katholieke Universiteit van Bethlehem de ‘Kardinaal Hume en kardinaal Furstenberg leerstoel’. Daibes haalde zijn doctorsgraad in de dogmatische theologie aan de Pauselijke Universiteit Gregoriana in Rome met een thesis over de officiële dialoog tussen de Rooms-Katholieke Kerk en de Oosters-Orthodoxe Kerk. Hij is lid van het Theological Reflection Committee en van het Comité van de Dialoog met de Joden van het Latijns Patriarchaat in Jeruzalem. Jamal doceert aan het Latijns Seminarie in Beit Jala, Bethlehem University, het Emmaus Center in Beit Sahour, en het Mar Elias College in Ibillin. Hij doceert ook Peace Studies en Conflict Resolutions Strategies voor de MA studies van zijn universiteit. Jamal Khader is voorzitter van het Departement van Religieuze Studies en Dean of Arts aan de Universiteit van Bethlehem.
In maart 2022 benoemde paus Franciscus, Jamal Dubais tot 'patriarchaal bisschop' van Jordanië en hij werd  in mei 2022 als zodanig geconsacreerd. Het Vaticaan bevestigde met deze benoeming het bijzondere internationale karakter van het Heilige Land als r.-k. kerkprovincie.

## Vorming van Palestijnse christenen en interreligieuze dialoog
Jamal Daibes begeeft zich op de weg van dialoog met joden en moslims vanuit de overtuiging dat het ontwikkelen en vormen van de eigen christelijke identiteit daaraan voorafgaat. Daibes zet zich daarom zowel in voor de standaardisering en de verbetering van christelijk religieus onderwijs als voor de interreligieuze vorming binnen de christelijk-islamitische context van Bethlehem. “Wij zijn in het Heilige Land. Wij kunnen en moeten de standaard voor christelijk onderwijs neerzetten”, stelt hij enerzijds. Op een interreligieuze conferentie van Neve Shalom toonde hij zich binnen de christelijk-islamitische context van Bethlehem tegelijk voorstander van het gezamenlijk bestuderen van de islam en het christendom door moslim- en christenstudenten samen. De katholieke universiteit van Bethlehem telt 65 procent moslims en 35 procent christenen. Islam studies worden er gegeven door een moslimdocent en christendom door een christen. Dat gebeurt vanuit de bronnen van de respectievelijke religies en niet door de eigen bril. Interreligieuze dialoog is voor Daibes een kwestie van luisteren naar elkaar en directe kennisname van elkaars theologische opvattingen. Hij ziet Bethlehem als “een microkosmos van de Palestijnse samenleving als geheel”.

## Voorman van Kairos Palestine
Jamal Daibes is met o.a. Mitri Raheb, Naim Ateek en Michel Sabbah een van de christelijke Palestijnse intellectuelen binnen Kairos Palestina, de beweging achter het zogeheten Kairosdocument “Het Uur van de Waarheid” van 2009. Hij was ook een van de gastsprekers op de conferentie aan de Vrije Universiteit van Amsterdam op 15 en 16 september 2011, een initiatief van Kairos Palestina Nederland. Bij die gelegenheid had hij ook een ontmoeting met een vertegenwoordiger van de RK Bisschoppenconferentie en verscheidene katholieke organisaties. Bij zijn verblijf in Nederland ging hij in een interview met het Katholiek Nieuwsblad in op het verwijt dat Palestijnse christenen besmet zouden zijn door antisemitisch en anti-judaïsch gedachtegoed. Hij plaatste die kritiek in de context van het Europese christelijke schuldgevoel tegenover de joden. "Jullie schuldgevoel is begrijpelijk. Het is nog steeds een wonde die moet genezen. Die genezing zou goed zijn voor jullie, maar ook goed voor ons, want momenteel zijn wij het slachtoffer van jullie visie. Iedere kritiek op het optreden van de staat Israël wordt al gauw als antisemitisch beschouwd.” Daibes is voor een Tweestatenoplossing, maar wel op basis van een scheiding van religie en staat en keert zich tegen Joodse en christelijke exegeses van de Bijbel die de staat Israël als het door God aan de joden Beloofde Land zien. “De joden lezen de Bijbel en vinden daarin Gods beloften voor hen. Maar wij Palestijnen lezen de Bijbel ook. Is God tegen ons? is dan de vraag. Is God een stamgod?”. Vanuit zijn geloof zegt Khader de Israëli’s lief te hebben en niet mee te willen doen aan de huidige politieke polarisatie, maar niettemin beschouwt hij de bezetting door de staat Israël en de Israëlische Westoeverbarrière die Israël en de door Israël bezette gebieden hermetisch van elkaar scheidt als “een zonde”. Exclusieve islamitische claims op het Land, zoals van Hamas, wijst hij evenzeer van de hand.

## 'Kom en zie' pelgrimages
Jamal Daibes is een pleitbezorger van 'Kom en zie' pelgrimages, waarbij pelgrims contact zoeken met bewoners van het Land, in het bijzonder Palestijnse medechristenen, maar bijvoorbeeld ook Israëlische mensenrechtenactivisten. Bij een bezoek van een Nederlandse alternatieve pelgrimsgroep in 2013 gaf hij hen een aantal wenken:
1. Deel je ervaringen. Wat wij van jullie vragen is dat jullie ervaringen delen in Nederland. Leg de mensen uit dat het hier niet gaat om ‘de strijd tegen het terrorisme’ of om ‘veiligheid’, ook niet om de strijd tussen jodendom en islam, maar dat het gaat om duurzame vrede en gerechtigheid.
2. Herzie je theologie. Kijk kritisch naar je theologie. Heb de moed om in de spiegel te kijken en al je overtuigingen kritisch te bekijken. Palestijnse christenen noemen Nederland en Duitsland de moeilijkste landen om gehoor te vinden vanwege de ‘theologie na Auschwitz’, alsof de tijd en jullie visie op ons deel van de wereld toen voor altijd tot stilstand zijn gekomen.
3. Kom en zie! Breng meer groepen hierheen, zodat ook anderen kunnen zien en onze situatie kunnen ‘ervaren met hun hart’.
4. Steun BDS. Boycot, desinvestering en sancties vormen onze weg om geweldloos onze strijd te kunnen voeren. Kijk als kerkmensen daarbij ook eens waar je eigen kerken in investeren (pensioenfondsen van predikanten bijvoorbeeld). Investeer vooral niet langer in organisaties die profiteren van de bezetting.
5. Joods-christelijke dialoog. Kijk ook eens heel kritisch naar waar jullie 'joods-christelijke dialoog' over gaat, welke thema’s er niet aangeraakt mogen worden, omdat die gaan over gerechtigheid en deze Joodse staat.’[5]

## Kritiek
Likoed Nederland, een Nederlandse groepering die het beleid van rechtse coalitie in Israël onder leider van Benjamin Netanyahu steunt, schreef in een reactie op het interview met Jamal Khader dat de Muur de Joden beschermt tegen “een tweede Holocaust” en dat “de ideologische verblindheid ten opzichte van Israël van rooms-katholieken als Jamal Daibes, Antoine Bodar en Dries van Agt blijkbaar zo groot is, dat ze bij al die radicaal-islamitische bedreigingen hardnekkig de andere kant opkijken”.

## Publicaties

### Dissertatie
- “Vers la Pleine Communion – Catholiques et Orthodoxes en Dialogue” (Towards Full Communion - Catholics and Orthodox in Dialopguw), The Latin Patriarchate Printing Press, 1999

### Artikelen
- “Is the Full Communion between the Catholic Church and the Orthodox Church Possible?”, in Ecce Ascendimus Jerosolyman, (in Italian) 2003, p. 219-232.

- “A Holy Land Context for Nostra Aetate”, (with Fr. David Neuhaus, sj), Studies in Christian-Jewish Relations, Vol. 1, Issue 1, 2005 Article 8, 67-73. In het Frans: “Le dialogue interreligieux en Terre Sainte quarante ans après Nostra Aetate”, in Proche’Orient Chrétien, 56, 2006, p. 299-310.

- "The Religious Factor: an Opportunity for Co-existence or a Threat to Peace?" in Theisen Heinz and Mustafa Walid (eds), Modernism and Post-Modernism: North-South Interaction, Reinterpretation, Future Prospects, Bethlehem University, p. 62-74.

- "Schooling and Catechesis in the Holy Land: Challenges and Responses", with Sr. Virginie Habib and Sally Kaissieh, in Gerald R. Grace, Joseph O'Keefe (Editors), International Handbook of Catholic Education. Challenges for School Systems in the 21st Century, Part II, International Handbooks of Religion and Education 2, Springer, Netherlands 2007, 695-706.

- "Opportunities and Threats for Religions in Conflict and Violence: How (Not) to Use the Name of God", in: Jacques Haers et al. (Editors), Postcolonial Europe in the Crucible of Cultures. Reckoning with God in a World of Conflicts, Editions Rodopi B.V., Amsterdam 2007.

- “Peace and Reconciliation. Religion: Bridge or Obstacle?” in Chemins de Dialogue (34), Marseille (France), 2009, 53-67 (in het Frans).

- "The Arab Christian Heritage in Jerusalem", in: Perspectives on the Cultural and Civil Reality in Jerusalem 2009, Jerusalem 10th day, Al Najah University, ed. Dr. Khalil Odeh, 2009, 18-25 (in het Arabisch).

- “Moment of Truth. A Christian Palestinian Word”, in: Ut Cognoscant Te, the Latin Patriarchate Schools in the Holy Land, 3- March 2010, 31-34 (in het Arabisch).

- “Overcoming religious prejudices through education: the experience of Bethlehem University”, Common Ground News, 19 November 2009.[7]

- “Moment of Truth (Kairos Palestine). A Word of Faith, Hope and Love from the heart of Palestinian suffering” (co-author of the document), 11 December 2009 (in het Arabisch).

- “L’influence des médias et de l’éducation sur les relations islamo-chrétiennes », (The Influence of Media and Education on Christian Muslim Relations), in Proche-Orient Chrétien, tome 59 (1-2), 2009 (in het Frans).

- “Christian Muslim Dialogue in Time of Conflict” samen met Dr. Barakat Fawzi, in het Arabisch, het Frans en het Engels, in de conferentiehandelingen van de conferentie georganiseerd door de Palestinian Muslim Christian Association samen met de World Religions for Peace, over de relaties tussen christenen en moslims in Palestina op 14 december 2010.